# بني معن
بني معن هي بلدة في واحة الأحساء في المنطقة الشرقية بالمملكة العربية السعودية، ويزيد عدد سكانها عن 6000 نسمة .

## موقع القرية
تقع قرية بني معن على بعد ثلاثة اميال من شرق الهفوف على بعد مسافة قصيرة من طريق الجشة-الهفوف. ويقع في الغرب منها قرية بني نحو المندثرة، ويحدها شمالا الطريق المؤدي إلى القرى الشمالية، ومن الغرب الطريق المؤدي إلى القرى الشرقية، ومن الجنوب مناطق زراعية. وتحيطها النخيل من كل جانب

## أحياء القرية
1. الزعابلة
2. المقصب
3. الصفية
4. الممشرة
5. القويع
6. المعامرة
7. الهبير

```
عائلة الحساوي هم اكثر عائلة سكانا في بني معن تليها عائلة البوقرين و عائلة الموسى والثواب مجتمعين
تتميز بني معن بالنخيل اللتي تحيطها في كل جهة
```